# الهیات طبیعی یا مدارک وجود و صفات ایزد
الهیات طبیعی یا مدارک وجود و صفات ایزد (به انگلیسی: Natural Theology or Evidences of the Existence and Attributes of the Deity) کتابی در مورد فلسفه دین و دفاع از مسیحیت که توسط ویلیام پیلی فیلسوف مسیحی بریتانیایی در سال ۱۸۰۲ نوشته شده‌است. پیلی در این کتاب، استدلال‌های خود را از الهیات طبیعی، با بیان برهان نظم و به‌کارگیری تمثیل ساعت‌ساز آغاز می‌کند.
این کتاب در چارچوب سنت الهیات طبیعی نوشته شده‌است.
در قرن‌های پیشین، الهی‌دانانی نظیر جان ری و ویلیام درهام، و همچنین فیلسوفان دوره‌های کلاسیک مانند سیسرون، استدلالشان این بود که چون خداوند وجود دارد و خوب است. بنابراین موجودات زنده سالم و شاد هستند و جهان فیزیکی وجود دارد.